# Hyosciurus heinrichi
Hyosciurus heinrichi es una especie de roedor de la familia Sciuridae. Fue descubierto durante una expedición de 1930 dirigida por Gerd Heinrich.

## Distribución geográfica
Es endémica de las selvas montanas en el centro de Célebes (Indonesia).